# Porto
Porto (phát âm tiếng Bồ Đào Nha: [ˈpoɾtu]) là thành phố lớn thứ hai của Bồ Đào Nha sau Lisboa và là một trong những vùng đô thị lớn của bán đảo Iberia. Porto có diện tích 41.66 km²/16 dặm vuông và dân số 287.591 người (2011).
Vùng đô thị của Porto, vượt ra ngoài giới hạn hành chính của thành phố, có dân số 2,1 triệu người (năm 2011)  trong một vùng có diện tích 389 km² (150 dặm vuông), làm cho nó trở thành vùng đô thị lớn thứ hai ở Bồ Đào Nha. Nó được công nhận là một thành phố đẳng cấp thế giới cấp gamma bởi nhóm nghiên cứu the Globalization and World Cities (GaWC) (toàn cầu hóa và các thành phố đẳng cấp thế giới),, là thành phố thứ hai bên cạnh Lisboa được công nhận.
Nằm dọc theo cửa sông Douro ở miền bắc Bồ Đào Nha, Porto là một trong những trung tâm lâu đời nhất châu Âu, và trung tâm lịch sử của nó được tuyên bố là một di sản thế giới được UNESCO công nhận vào năm 1996. Khu vực phía tây của vùng đô thị của nó kéo dài tới bờ biển Đại Tây Dương. Nó được định cư từ nhiều thế kỷ, khi nó là một tiền đồn của đế chế La Mã. Porto kết hợp tên Celtic-Latin, Portus Cale, đã được xem là nguồn gốc cho tên "Portugal" của quốc gia, dựa trên phiên âm và sự phát triển giọng nói từ tiếng Latin. Trong tiếng Bồ Đào Nha, "porto" có nghĩa là "cảng", do đó tên của thành phố được viết với một mạo từ xác định là "o Porto" (tương tự "the Port" trong tiếng Anh).
Một mặt hàng xuất khẩu quốc tế nổi tiếng của Bồ Đào Nha, rượu vang Porto, lấy tên từ Porto, từ khi vùng đô thị, và đặc biệt các nhà sản xuất rượu vang của Vila Nova de Gaia, chịu trách nhiệm cho việc đóng gói, vận chuyển và xuất khẩu của loại rượu vang được làm cho "nặng" thêm nồng độ này.

## Lịch sử

### Ban đầu

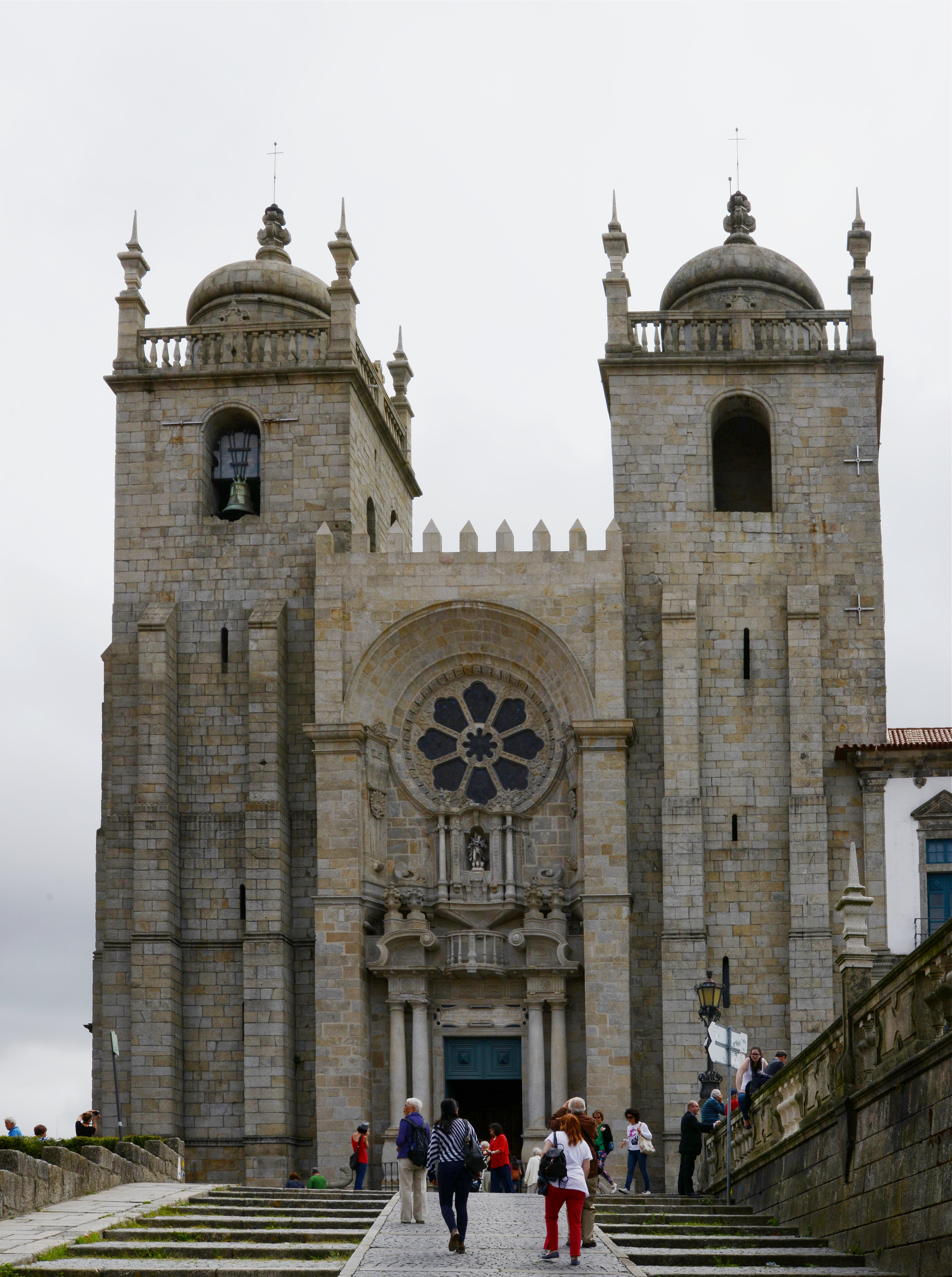
Nhà thờ chính tòa Porto

Lịch sử của Porto bắt đầu từ khoảng 300 trước Công nguyên với người tiền Celt và Celt là những cư dân đầu tiên được biết đến. Di tích của thời kỳ đó đã được phát hiện ở một số khu vực.
Trong thời La Mã chiếm đóng bán đảo Iberia, thành phố đã phát triển một cảng thương mại quan trọng, chủ yếu là giao thương giữa Olissippo (Lisboa hiện đại) và Bracara Augusta (Braga hiện đại). Porto cũng quan trọng trong thời kỳ Suebian và Visigoth, và là một trung tâm cho việc bành trướng Kitô giáo trong thời kỳ đó.
Porto rơi vào sự kiểm soát của Moor trong cuộc xâm chiếm Bán đảo Iberia vào năm 711. Năm 868, Vímara Peres, một công tước Asturia từ Gallaecia, và một chư hầu của Vua Asturias, Leon và Galicia, Alfonso III, đã được phái đến để tái chiếm trở lại và bảo vệ vùng đất cho người Công giáo. Nó bao gồm khu vực từ Minho đến sông Douro: khu định cư của Portus Cale và khu vực được gọi là Vila Nova de Gaia. Portus Cale, sau này được gọi là Portucale, là nguồn gốc của tên hiện đại của Bồ Đào Nha. Năm 868, Bá tước Vímara Peres đã thành lập Hạt Bồ Đào Nha, hay (tiếng Bồ Đào Nha: Quận Portucale), thường được gọi là Condado Portucalense sau khi tái chiếm vùng phía bắc Douro.
Năm 1387, Porto là nơi kết hôn của John I, vua của Bồ Đào Nha và Philippa ở Lancaster, con gái của John xứ Gaunt; điều này tượng trưng cho một liên minh quân sự lâu dài giữa Bồ Đào Nha và Anh Quốc. Liên minh Bồ Đào Nha-Anh (xem Hiệp ước Windsor) là liên minh quân sự được ghi nhận lâu đời nhất thế giới.
Vào thế kỷ 14 và 15, các xưởng đóng tàu của Porto đã đóng góp cho sự phát triển của ngành đóng tàu Bồ Đào Nha. Cũng từ cảng Porto, vào năm 1415, Hoàng tử Henry the Navigator (con trai của John I của Bồ Đào Nha) bắt đầu cuộc chinh phạt cảng Moor của Ceuta, ở miền bắc Maroc. Cuộc thám hiểm này của nhà vua và hạm đội của ông, trong số những người khác, như Hoàng tử Henry, được theo sau bởi sự đi tàu bè và thám hiểm dọc theo bờ biển phía tây châu Phi, khởi đầu Thời đại Khám phá Bồ Đào Nha. Biệt danh được đặt cho người dân Porto bắt đầu từ những ngày đó; Portugos cho đến ngày nay.

## Khí hậu
| Dữ liệu khí hậu của Porto (1981–2010)                  | Dữ liệu khí hậu của Porto (1981–2010) | Dữ liệu khí hậu của Porto (1981–2010) | Dữ liệu khí hậu của Porto (1981–2010) | Dữ liệu khí hậu của Porto (1981–2010) | Dữ liệu khí hậu của Porto (1981–2010) | Dữ liệu khí hậu của Porto (1981–2010) | Dữ liệu khí hậu của Porto (1981–2010) | Dữ liệu khí hậu của Porto (1981–2010) | Dữ liệu khí hậu của Porto (1981–2010) | Dữ liệu khí hậu của Porto (1981–2010) | Dữ liệu khí hậu của Porto (1981–2010) | Dữ liệu khí hậu của Porto (1981–2010) | Dữ liệu khí hậu của Porto (1981–2010) |
| Tháng                                                  | 1                                     | 2                                     | 3                                     | 4                                     | 5                                     | 6                                     | 7                                     | 8                                     | 9                                     | 10                                    | 11                                    | 12                                    | Năm                                   |
| ------------------------------------------------------ | ------------------------------------- | ------------------------------------- | ------------------------------------- | ------------------------------------- | ------------------------------------- | ------------------------------------- | ------------------------------------- | ------------------------------------- | ------------------------------------- | ------------------------------------- | ------------------------------------- | ------------------------------------- | ------------------------------------- |
| Cao kỉ lục °C (°F)                                     | 23.3 (73.9)                           | 23.2 (73.8)                           | 28.5 (83.3)                           | 30.2 (86.4)                           | 34.1 (93.4)                           | 38.7 (101.7)                          | 38.3 (100.9)                          | 39.5 (103.1)                          | 36.9 (98.4)                           | 32.2 (90.0)                           | 26.3 (79.3)                           | 24.8 (76.6)                           | 39.5 (103.1)                          |
| Trung bình ngày tối đa °C (°F)                         | 13.8 (56.8)                           | 15.0 (59.0)                           | 17.4 (63.3)                           | 18.1 (64.6)                           | 20.1 (68.2)                           | 23.5 (74.3)                           | 25.3 (77.5)                           | 25.7 (78.3)                           | 24.1 (75.4)                           | 20.7 (69.3)                           | 17.1 (62.8)                           | 14.4 (57.9)                           | 19.6 (67.3)                           |
| Trung bình ngày °C (°F)                                | 9.5 (49.1)                            | 10.4 (50.7)                           | 12.6 (54.7)                           | 13.7 (56.7)                           | 15.9 (60.6)                           | 19.0 (66.2)                           | 20.6 (69.1)                           | 20.8 (69.4)                           | 19.5 (67.1)                           | 16.4 (61.5)                           | 13.0 (55.4)                           | 10.7 (51.3)                           | 15.2 (59.4)                           |
| Tối thiểu trung bình ngày °C (°F)                      | 5.2 (41.4)                            | 5.9 (42.6)                            | 7.8 (46.0)                            | 9.1 (48.4)                            | 11.6 (52.9)                           | 14.5 (58.1)                           | 15.9 (60.6)                           | 15.9 (60.6)                           | 14.7 (58.5)                           | 12.2 (54.0)                           | 8.9 (48.0)                            | 6.9 (44.4)                            | 10.7 (51.3)                           |
| Thấp kỉ lục °C (°F)                                    | −3.3 (26.1)                           | −2.8 (27.0)                           | −1.6 (29.1)                           | 1.4 (34.5)                            | 3.3 (37.9)                            | 5.6 (42.1)                            | 10.4 (50.7)                           | 9.2 (48.6)                            | 7.4 (45.3)                            | 4.1 (39.4)                            | 0.8 (33.4)                            | −1.2 (29.8)                           | −3.3 (26.1)                           |
| Lượng Giáng thủy trung bình mm (inches)                | 147.1 (5.79)                          | 110.5 (4.35)                          | 95.6 (3.76)                           | 117.6 (4.63)                          | 89.6 (3.53)                           | 39.9 (1.57)                           | 20.4 (0.80)                           | 32.9 (1.30)                           | 71.9 (2.83)                           | 158.3 (6.23)                          | 172.0 (6.77)                          | 181.0 (7.13)                          | 1.236,8 (48.69)                       |
| Số ngày giáng thủy trung bình (≥ 1.0 mm)               | 14                                    | 13                                    | 11                                    | 10                                    | 9                                     | 6                                     | 2                                     | 3                                     | 6                                     | 10                                    | 12                                    | 12                                    | 108                                   |
| Độ ẩm tương đối trung bình (%)                         | 81                                    | 80                                    | 75                                    | 74                                    | 74                                    | 74                                    | 73                                    | 73                                    | 76                                    | 80                                    | 81                                    | 81                                    | 77                                    |
| Số giờ nắng trung bình tháng                           | 124                                   | 129                                   | 192                                   | 217                                   | 258                                   | 274                                   | 308                                   | 295                                   | 224                                   | 184                                   | 139                                   | 124                                   | 2.468                                 |
| Nguồn 1: Instituto de Meteorologia                     |                                       |                                       |                                       |                                       |                                       |                                       |                                       |                                       |                                       |                                       |                                       |                                       |                                       |
| Nguồn 2: NOAA (nắng, độ ẩm, ngày giáng thủy 1961–1990) |                                       |                                       |                                       |                                       |                                       |                                       |                                       |                                       |                                       |                                       |                                       |                                       |                                       |